# Тилт
„Тилт“ е български игрален филм (романтичен, драма) от 2011 година на режисьора Виктор Чучков, по сценарий на Борислав Чучков и Виктор Чучков. Оператор е Рали Ралчев.

## Сюжет
Тилт е любовна история, която се развива сред бързо променящата се политическа и социална атмосфера в България от края на 80-те и началото на 90-те години. Дали въпреки трудностите тази любов ще оцелее пред предизвикателствата на емиграцията, затънала в престъпност родина и аморална обществена среда, благодарение на банда добри приятели и техния авантюристичен дух.

## Актьорски състав
- Явор Бахаров – Сташ
- Ованес Торосян – Гого
- Ивайло Драгиев – Ангел
- Георги Стайков – Катев
- Радина Кърджилова – Беки
- Филип Аврамов – Змията
- Александър Сано – Дъвката
- Георги Новаков – Григоров

## Награди
- Наградата за мъжка роля на Явор Бахаров (поделена с Мариан Вълев за „Лов на дребни хищници“) на 29 ФБИФ „Златна роза“, (Варна, 2010).
- Наградата на Община Варна на 29 ФБИФ „Златна роза“, (Варна, 2010).
- Диплом за поддържаща мъжка роля на Ованес Торосян (и за участието му в „Източни пиеси“) на 29 ФБИФ „Златна роза“, (Варна, 2010).
- Наградата за оператор на игрален филм на Рали Ралчев (и за филма „Зад кадър“) от Българската филмова академия, (2011).
- Наградата за поддържаща мъжка роля на Ованес Торосян от Българската филмова академия, (2011).
- Наградата за филмова сценография на Ванина Гелева (и за ралотата ѝ във филма „Подслон“) от Българската филмова академия, (2011).
- Голямата наградата на Община Попово за операторско майсторство „Златното око“ на името на Димо Коларов се присъжда на оператора Рали Ралчев „за умело съчетаване на нови технологии с класическата филмова естетика“, на 6-ия Национален фестивал за операторско майсторство, (Попово, 2011).
- Тилт е българското предложение за чуждоезичен филм за 84 издание на Наградите „Оскар“ за 2012 година.
- Наградата на София за ярко постижение в киното, (София, 2011).
- Наградата за най-добър монтаж в лицето на Костадин Костадинов и Зорица Коцева на Фестивала на независимото кино, (Удсток, САЩ, 2011).
- Наградата за най-добър дебют в лицето на Виктор Чучков-син на 19 Филмов фестивал „Рейнданс“, (Лондон, Великобритания, 2011).
- Наградата за най-добър балкански филм на 10 МКФ на европейския филм CineDays, (Северна Македония, 2011).
- Награда за операторска работа на Рали Ралчев на 10 МКФ на европейския филм CineDays, (Северна Македония, 2011).
- Награда за режисура на Виктор Чучков-син на 14 Международен фестивал на независимото кино (California IndependenT Film Festival), (Калифорния, САЩ, 2012).